# Everything Must Go (Steely Dan-album)
Everything Must Go är ett musikalbum av Steely Dan, utgivet den 10 juni 2003.

## Låtlista
Alla låtar är skrivna av Walter Becker och Donald Fagen
1. "The Last Mall" – 3:36
2. "Things I Miss the Most" – 3:59
3. "Blues Beach" – 4:29
4. "Godwhacker" – 4:57
5. "Slang of Ages" – 4:15
6. "Green Book" – 5:55
7. "Pixeleen" – 4:01
8. "Lunch With Gina" – 4:27
9. "Everything Must Go" – 6:45

## Musiker
- Donald Fagen - sång, orgel, synth, keyboard, piano, clavinet, slagverk
- Walter Becker - elbas, gitarr, slagverk, sång
- Ted Baker - piano, keyboard
- Bill Charlap - piano
- Jon Herington - gitarr
- Hugh McCracken - gitarr
- Kenneth Hitchcock - klarinett
- Tony Kadleck - trumpet
- Michael Leonhart - trumpet
- Chris Potter - tenorsaxofon
- Jim Pugh - trombon
- Roger Rosenberg - barytonsaxofon
- Walt Weiskopf - altsaxofon, tenorsaxofon
- Keith Carlock - trummor
- Gordon Gottlieb - slagverk
- Ada Dyer - körsång
- Tawatha Agee - körsång
- Carolyn Leonhart - körsång
- Cindy Mizelle - körsång
- Catherine Russell - körsång
- Brenda White-King - körsång